# Reeküla
Reeküla (Duits: Reeküll) is een plaats in de Estlandse gemeente Saaremaa, provincie Saaremaa. De plaats heeft de status van dorp (Estisch: küla) en telt 30 inwoners (2021).
Tot in oktober 2017 behoorde Reeküla tot de gemeente Pihtla. In die maand werd Pihtla bij de fusiegemeente Saaremaa gevoegd.
Reeküla heeft een methodistische kerk. Het houten gebouw kwam gereed in 1935.

## Geschiedenis
Reeküla werd in 1560 voor het eerst genoemd onder de naam Ricko, een dorp op het landgoed van Kõljala. In de jaren dertig van de 20e eeuw werd het buurdorp Aruste bij Reeküla gevoegd.